# Ясна Поляна (Мішково-Погорілівська сільська громада)
Ясна Поля́на — село в Україні, у Мішково-Погорілівській сільській громаді Миколаївського району Миколаївської області. Населення становить 33 особи.

## Історія
На околицях селища Тернівка та поблизу хуторів Капустине і Ясна Поляна археологи обстежили поселення і могильники епохи пізньої бронзи. Ще на початку минулого століття місцевий мешканець О. І. Христо знайшов половину не шліфованого гранітного молотка з тупим кінцем та отвором. Селянин подарував знахідку Миколаївському археологічному музею. В 1967-1969 роках неподалік зазначених хуторів на поверхні були знайдені рештки керамічного посуду, орнаментованого способами вдавлювання та згладжування, кам’яні та кістяні знаряддя праці.

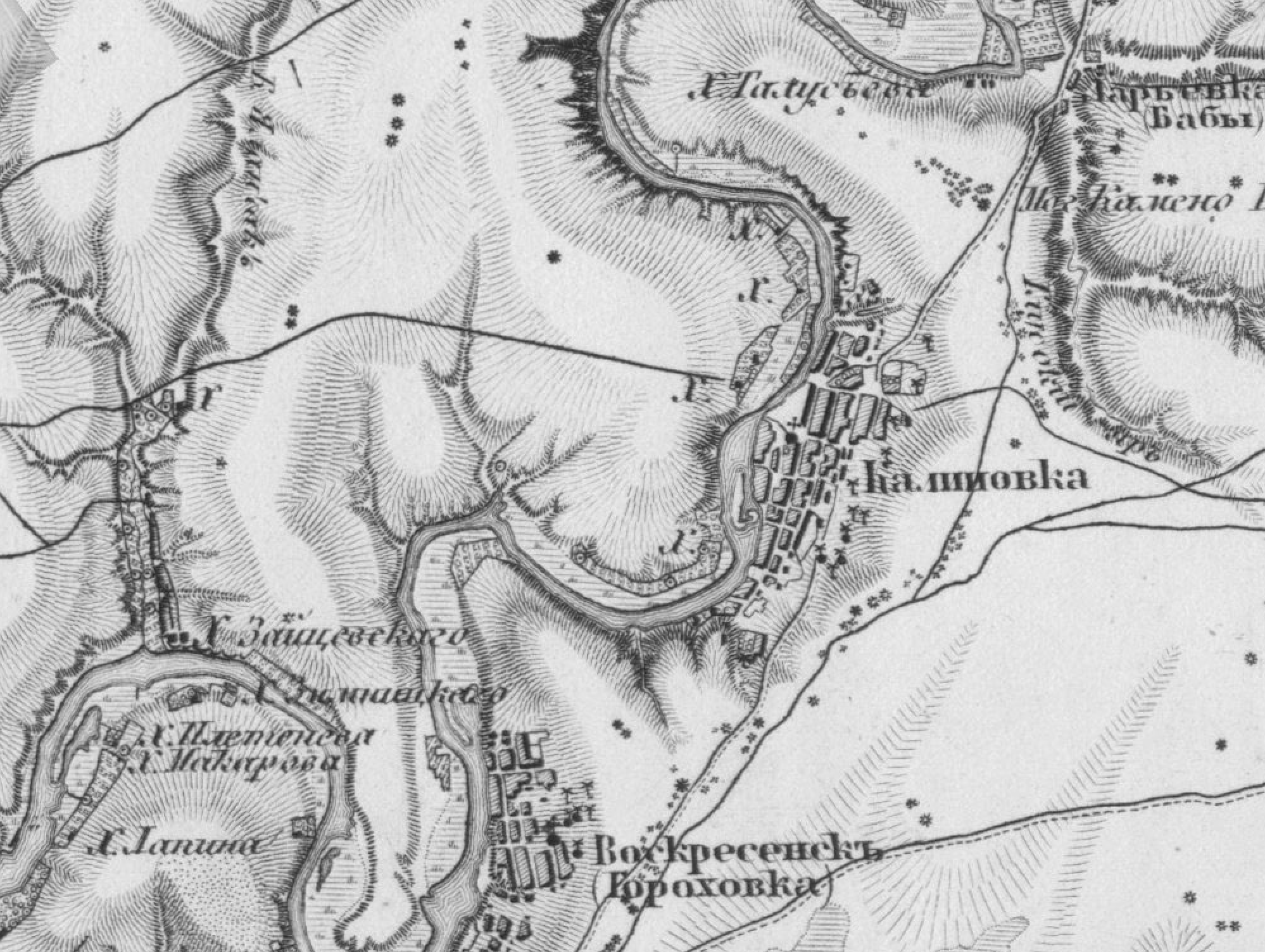
Хутор на місці сучасного села Ясна поляна, карта середини XIX століття

Край населяли скіфи, греки (VІ-ІІ ст..до н.е). На хуторі Ясна Поляна були знайдені фрагменти еллінської амфори та кам’яна скіфська «баба». Відомо, що починаючи з IV століття упродовж віків господарями Степів Північного Причорноморʼя були норманські племена і лише у VІІІ-ІХ століттях тут з’явилися слов’яни.
За свідченнями старожилів, поселення на цій території існувало і у XIX столітті. Так, імперські мапи-триверстовки тих часів мають позначку "хутір" на місці сучасного села.

У 1923—1924 рр. зусиллями декількох об'єднаних домогосподарств тернівських болгар були побудовані хутори Добра Надія та Ясна Поляна, яким невдовзі надали статус поселень. Ясна Поляна, за однією з версій, була найменована за аналогією назви села в странджанському регіоні Болгарії. Там на початку XX ст, група молодих інтелігентів заснувала комуну, яка підтримувала кореспонденцію з письменником Л. М. Толстим і на честь його батьківщини назвала село Ясною Поляною. Про цей факт тернівці дізнались від болгар, що приїжджали з метрополії у Тернівку на заробітки. За іншою версією, ім'я хутору надали за пропозицією тернівських учителів. Місцевість, в якій розташована Ясна Поляна, в народі дістала назву «Бундурки» (що на степовому діалекті означає «картопля»). Тут ТСОЗ «Вільний орач Жовтня» поряд із зерновими вирощував картоплю. В 1924 році в Добрій Надії проживали всього 7 жителів, а у Ясній Поляні — 16. Але вже наступного року в першому поселенні нараховувалось 18 дворів (63 жителі), у другому -13 (83 жителі).
Індивідуальні та колективізовані домогосподарства продовжували займатись товарним овочівництвом. Для окремих селян городництво стало єдиним джерелом сімейного доходу. Місцева влада навіть встановила контроль за станом старих водопідйомних (поливальних) машин на кінній тязі.
Зрошувальне городництво виявилося більш стабільним, ніж хліборобство. На 144 га поливних городів (29 % від усіх поливних площ на Миколаївщині) хуторяни вирощували традиційний асортимент овочів, які реалізовували на міському ринку.
Під час Другої світової війни село (на той час хутір в складі Тернівської сільської ради Жовтневого району Миколаївської області) було окуповано військами нацистського блоку (з 14 серпня 1941 по 27 березня 1944 р.р.)

## Видатні мешканці
З 80-х років XX століття і до своєї смерті у 2004 році в будинку номер 5 по вулиці Луговій жив український живописець, скульптор, художник театру, один з лідерів Миколаївського товариства художників, а також один з засновників Миколаївської обласної організації Національної спілки художників України Володимир Іванович Зізда.

## Населення
Згідно з переписом УРСР 1989 року чисельність наявного населення села становила 8 осіб, з яких 5 чоловіків та 3 жінки.
За переписом населення України 2001 року в селі мешкали 33 особи.

### Мова
Розподіл населення за рідною мовою за даними перепису 2001 року:
| Мова       | Відсоток |
| ---------- | -------- |
| українська | 90,91 %  |
| російська  | 6,06 %   |
| болгарська | 3,03 %   |